# Llei Lassalle
La Llei Lassalle és un avantprojecte de llei que tracta sobre la propietat intel·lectual presentat pel consell de Ministres espanyol el 22 de març de 2013. Aquest nou avantprojecte de llei busca endurir encara més la Llei Sinde-Wert que va entrar en vigor el passat març de 2012. El nom de Llei Lassalle és degut al fet que és impulsada pel secretari de l'Estat de Cultura, José María Lassalle.

## Context
La Llei Sinde va obtenir la seva aprovació el febrer de 2011. Aquesta nova llei donava llum verda a la creació de la Comissió de la Propietat Intel·lectual, un organisme que té com a principal missió la de vetllar pels drets dels autors i les seves obres. L'1 de març de 2012 va començar a funcionar aquesta comissió, sota els temors dels internautes a la censura i la violació dels seus drets com a usuaris. Així ho van expressar inundant la xarxa de comentaris, però el cert és que un any després de la seva creació els efectes de la nova normativa gairebé eren inexistents, ja que de 363 sol·licituds d'intervenció que havien tingut, només en 34 havien tingut resposta a favor dels denunciants. Aquest poc èxit i les pressions d'alguns sectors tant a àmbit nacional com internacional, amb sobretot l'amenaça dels Estats Units de tornar a incloure a Espanya dins la seva llista negra de pirateria, van portar al secretari de l'Estat de Cultura, José María Lassalle, a impulsar de forma ràpida un nou avantprojecte de llei de modificació del text de la llei de propietat intel·lectual.

## Polèmica
La Llei Lassalle tampoc se centra a endurir encara més les versions anterior d'aquestes lleis de la propietat intel·lectual, en especial quatre punts que han estat considerats per a tots els més polèmics:
- Violació de la intimitat i grans multes
- Prohibit enllaçar
- Cànon digital, una amenaça per a les universitats
- Control de les entitats de gestió

### Violació de la intimitat i grans multes
L'òrgan administratiu anomenat Secció Segona de la Comissió de Propietat Intel·lectual, creat ja a la Llei Sinde-Wert, rep encara molts més poders en aquest nou avantprojecte de Lassalle. Si fins ara era l'encarregat de dictar infraccions i promoure la retirada de continguts d'Internet, ara destaca, sobretot, la possibilitat d'imposar multes de fins a un màxim de 300.000 euros, sempre que l'infractor sigui reincident. La comissió també podrà demanar el bloqueig en l'accés a pàgines web estrangeres en el cas que es consideri que s'està vulnerant algun dret de propietat intel·lectual.
Així doncs, veiem que els proveïdors d'accés a Internet hauran de col·laborar fins i tot violant la intimitat dels seus propis usuaris per a registrar el tràfic del qual comparteixen a la xarxa. La seva obligació és la de filtrar aquest tràfic dels seus usuaris si ho demana la Comissió, i en el cas d'empreses intermediàries, com poden ser les que donen serveis de hosting o publicitat, també hauran de deixar de donar aquests serveis a les pàgines acusades, sempre que la Comissió ho senyali oportú. La multa a les empreses que no cooperin pot arribar inclús als 600.000 euros.

### Prohibit enllaçar
Una altra de les novetats serà la possibilitat de poder tancar pàgines d'enllaços. Fins ara, els diferents veredictes dictats per la Justícia havien determinat el sobreseïment lliure d'aquesta mena de portals, ja que no contenen continguts i, en conseqüència, no realitzaven cap comunicació, un requisit sine qua non per a imputar un portal web.
Ara amb la Llei Lassalle tot canvia, ja que aquesta nova legislació permet a la Comissió dirigir-se contra les pàgines web que tenen com a activitat principal facilitar la localització de continguts protegits, sempre que aquesta activitat es faci de forma activa i no neutral. És a dir, per aquest motiu, aquesta normativa no afecta motors de cerca com Google, ja que es consideren que el que ells fan és desenvolupar tasques neutrals d'intermediació.

### Cànon digital, una amenaça per a les universitats
L'any 2010 el Tribunal de Justícia de la Unió Europea va determinar que el cànon digital aplicat a Espanya es realitzava de forma indiscriminada. Per aquest motiu, des del 2012 existeix un nou Reial decret. Amb aquest, l'import previst per a aquesta compensació és de cinc milions d'euros per als anys 2012 i 2013, segons indicavenels Pressupostos Generals de l'Estat.
Així, un dels canvis polèmics de la Llei Lassalle es veu alhora per a molts com un aspecte positiu, ja que restringeix encara més el concepte que se té de còpia privada, considerant-se com a tal només les còpies que es realitzin d'un suport original adquirit ja sigui en un comerç o deixat per un amic. També es deixen fer còpies d'emissions públiques, com la televisió o radio, sempre que siguin temporals, fent així que no s'hagi de pagar canon a alguns dispositius gravadors de vídeo digital o a sintonitzadors de TDT. Tot i això, la polèmica més gran aquí arriba, ja que alguns juristes especialitzats alerten que aquest nou cànon obligarà les universitats a pagar a la societat de gestió Cedro (Centre Espanyol de Drets Reprogràfics) per unes obres que, la majoria de vegades, estan realitzades per tutors universitaris i distribuïdes amb llicències lliures.

### Control de les entitats de gestió
El darrer aspecte polèmic d'aquest avantprojecte està centrat a controlar i vigilar a les entitats de gestió, amb l'objectiu de dotar-les de més transparència, després de casos com el de la trama de la SGAE, on una xarxa empresarial es va poder apropiar de més de 30 milions d'euros, i de l'informe publicat el 2010 per la Comissió Nacional de la Competència, on s'atacava el monopoli de la gestió dels trets d'autor per part d'aquestes entitats i l'opacitat de les tarifes aplicades.
Podem veure, doncs, que la Llei Lassalle obligarà a les entitats de gestió a ser més transparents amb les seves tarifes i a oferir un vot plural als seus associats. També hauran de realitzar una rendició anual de comptes, junt amb un quadre d'infraccions i sancions en el cas de l'incompliment de les seves obligacions legals. Les multes estaran vinculades a un percentatge, entre 2% i 100% dels ingressos de l'entitat l'any anterior, i en cas de sanció molt greu, es podrà revocar la llicencia.

## Crítiques i víctimes
Aquest nou avantprojecte va ser molt criticat des del primer dia, sobretot a través d'Internet i les xarxes socials. Desenes de portals a Internet demanen la retirada immediatament de la Llei Lassalle i asseguraven que aquesta Llei el que fa és aconseguir moltes més víctimes que beneficiaris
De fet una de les primeres víctimes que ha obtingut la Llei Lassalle ha estat Seriesyonkis, una de les pàgines més visitades d'Espanya que oferia els enllaços a tota mena de pel·lícules i series.